# Internazionali d'Italia 1959 - Singolare femminile
Il singolare femminile del torneo di tennis Internazionali d'Italia 1959, ha avuto come vincitrice Christine Truman che ha battuto in finale Sandra Reynolds con il punteggio di 6–0 6–1.

## Tabellone

### Legenda
| - Q = Qualificato - WC = Wild card - LL = Lucky loser | - ALT = Alternate - SE = Special Exempt - PR = Protected Ranking | - w/o = Walkover - r = Ritirato - d = Squalificato |

### Fase finale
|  | Quarti di finale  | Quarti di finale  | Quarti di finale  | Quarti di finale | Quarti di finale |  |  | Semifinali       | Semifinali       | Semifinali      | Semifinali      | Semifinali      |   |   | Finale           | Finale           | Finale           | Finale | Finale |  |
|  |                   |                   |                   |                  |                  |  |  |                  |                  |                 |                 |                 |   |   |                  |                  |                  |        |        |  |
|  | Christine Truman  | Christine Truman  | Christine Truman  | 6                | 6                |  |  |                  |                  |                 |                 |                 |   |   |                  |                  |                  |        |        |  |
|  | Silvana Lazzarino | Silvana Lazzarino | Silvana Lazzarino | 2                | 3                |  |  | Christine Truman | Christine Truman | 6               | 5               | 6               |   |   |                  |                  |                  |        |        |  |
|  | Yola Ramírez      | Yola Ramírez      | Yola Ramírez      | 6                | 7                |  |  | Yola Ramírez     | Yola Ramírez     | 4               | 7               | 4               |   |   |                  |                  |                  |        |        |  |
|  | Lea Pericoli      | Lea Pericoli      | Lea Pericoli      | 3                | 5                |  |  |                  |                  |                 |                 |                 |   |   | Christine Truman | Christine Truman | Christine Truman | 6      | 6      |  |
|  | Sandra Reynolds   | Sandra Reynolds   | Sandra Reynolds   | 6                | 6                |  |  |                  |                  | Sandra Reynolds | Sandra Reynolds | Sandra Reynolds | 0 | 1 |                  |                  |                  |        |        |  |
|  | Janet Hopps       | Janet Hopps       | Janet Hopps       | 2                | 4                |  |  | Sandra Reynolds  | Sandra Reynolds  | 4               | 7               | 6               |   |   |                  |                  |                  |        |        |  |
|  | Maria Bueno       | Maria Bueno       | 3                 | 6                | 6                |  |  | Maria Bueno      | Maria Bueno      | 6               | 5               | 3               |   |   |                  |                  |                  |        |        |  |
|  | Mary Reitano      | Mary Reitano      | 6                 | 3                | 4                |  |  |                  |                  |                 |                 |                 |   |   |                  |                  |                  |        |        |  |